# Vocalion Records
Vocalion Records — американская звукозаписывающая компания и лейбл.

## История
Лейбл был основан в 1916 году компанией Aeolian Company, производителем фортепиано и органов, под названием Aeolian-Vocalion; компания также продавала фонографы под маркой Vocalion. Позднее слово «Aeolian» было исключено из названия лейбла. В конце 1924 года лейбл был приобретен Brunswick Records. В течение 1920-х годов Vocalion также начал серию из 1000 гонок, рекорды которой были зарегистрированы и проданы афроамериканцам.  Джим Джексон записал «Jim Jackson's Kansas City Blues» для Vocalion  в 1927 году. Она продавалась исключительно хорошо и стала стандартом блюза для музыкантов из Мемфиса и Миссисипи. Лейбл также выпустил «Cross Road Blues» Роберта Джонсона.

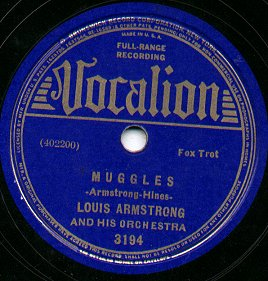
Запись Луи Армстронга для Vocalion

Название Vocalion было возрождено в конце 1950-х годов американской Decca в качестве бюджетного лейбла для переизданий бэк-каталога. Это воплощение Vocalion прекратило свою деятельность в 1973 году; однако его замена в качестве бюджетного издателя MCA, Coral Records, позволила сохранить многие позиции Vocalion на рынке. В 1975 году MCA переиздали пять альбомов на лейбле Vocalion.